# Reiters syndrom
Reiters syndrom är en typ av reaktiv artrit och är ett autoimmunt tillstånd som uppträder till följd av en infektion i en annan del av kroppen.
Tillståndet är uppkallat efter den tyske läkaren Hans Reiter som första gången beskrev det 1916.
Reiters syndrom föregås ofta av en urogenital infektion med bakterien Chlamydia trachomatis, men även andra organismer kan vara involverade i uppkomsten av syndromet.
Av anledningar som vi ännu inte känner till verkar kroppens immunförsvar ha en bristande funktionsförmåga i samband med infektionen och börjar därför attackera frisk vävnad, vilket leder till att den blir inflammerad. Detta tillstånd kan inträffa i alla åldrar, men det drabbar vanligtvis yngre vuxna i åldrarna 20 till 40 år. Män drabbas oftare än kvinnor, särskilt i de fall som har en koppling till könssjukdomar.